# إدوارد بوديتش
إدوارد بوديتش (بالإنجليزية: Edward Bowditch) هو محامي أمريكي، ولد في 29 أكتوبر 1881 في ألباني في الولايات المتحدة، وتوفي في 6 أبريل 1965 في سان ماتيو في الولايات المتحدة.